# Iwan Jakowlewitsch Pawlowski
Iwan Jakowlewitsch Pawlowski (auch Pawlowsky, Иван Яковлевич Павловский, wissenschaftliche Transliteration Ivan Jakovlevič Pavlovskij; * 23. Septemberjul. / 5. Oktober 1800greg.; † 13. Julijul. / 25. Juli 1869greg.) war Übersetzer, Lektor für die russische Sprache sowie Verfasser von Wörterbüchern.

## Leben
Iwan Pawlowski besuchte ein klassisches Gymnasium in Riga, schloss dieses jedoch nicht ab. Stattdessen trat er am 20. September 1817 eine Stelle als Kanzleidiener einer Postanstalt in der Kreisstadt Walk in Livland an. Am 4. Februar 1821 gab er diese auf und begann als Lehrer für Russisch und Schönschreiben an einer Kreisfachschule zu arbeiten. Am 16. September 1831 ging Pawlowski als Dozent der Wissenschaften an einer russischen Kreisschule nach Riga und wurde am 24. August 1837 als Lektor für Russisch und Übersetzer an die Kaiserliche Universität Dorpat berufen. Unterrichtsschwerpunkte bildeten Übungen zur russischen Grammatik sowie Übersetzungskurse. Von 1838 bis 1839 unterrichtete er zusätzlich als Russischlehrer am Gymnasium in Dorpat. Im Jahr 1846 überprüfte er im Auftrag des Kurators für das Schulwesen die Qualität des Russischunterrichts an den Schulen in Riga. Den Dienst an der Universität legte er am 3. September 1858 aus Krankheitsgründen nieder. Seinen Lebensabend verbrachte er in Riga.
Neben seiner Tätigkeit als Lehrer erwarb sich Iwan Pawlowski große Verdienste als Verfasser von Lehrbüchern und Wörterbüchern der russischen Sprache. 
Iwan Pawlowski war Mitglied und Mitarbeiter der Kaiserlichen Russischen Geographischen Gesellschaft zu Sankt Petersburg.

## Das deutsch-russische und das russisch-deutsche Wörterbuch
Als größte wissenschaftliche Leistung Iwan Pawlowskis gelten sein Vollständiges deutsch-russisches Wörterbuch, das nach elfjähriger Arbeit im Jahr 1856 erschien, sowie das nach dem gleichen Konzept verfasste Vollständige russisch-deutsche Wörterbuch (1859). Beide wurden von der zeitgenössischen Kritik überaus positiv aufgenommen und gelten auch in der jüngeren russischen Sprach- und Literaturwissenschaft sowie bei Übersetzern älterer Texte als unentbehrliche Hilfsmittel. Zudem bieten sie wertvolle Hinweise zum Altrussischen und sind zuverlässige Quellen naturwissenschaftlicher Nomenklatur der damaligen Zeit.
Die große Popularität der beiden Wörterbücher belegen mehrere überarbeitete Auflagen, so etwa die zweite, noch von Pawlowski selbst übernommene Auflage des deutsch-russischen Teils von 1867, die von Iwan Nikolitsch bearbeitete und konzeptionell verbesserte zweite Auflage des russisch-deutschen Teils von 1879, eine erneut überarbeitete und wesentlich erweiterte dritte Auflage in den Jahren 1888 (deutsch-russisch) bzw. 1900 (russisch-deutsch) sowie eine vierte, völlig umgearbeitete Auflage des deutsch-russischen Teils im Jahr 1911. Dass vor allem das Russisch-deutsche Wörterbuch auch in späteren Jahren nicht an Bedeutung verlor, bezeugen drei Nachdrucke der unveränderten dritten Auflage (Zentralantiquariat der DDR 1952, 1960 und 1972). 2007 erschien ein Nachdruck der vierten Auflage des Deutsch-russischen Wörterbuchs im Moskauer AST-Verlag.

## Werke
- Russische Sprachlehre für Deutsche. Dorpat: 1838.
- Theoretisch-practischer Cursus der russischen Sprache. Dorpat: 1838.
- Natschertanije geografii Rossiskoi Imperii dlja rukowodstwa pri perwonatschalnom prepodawanii w ujesdnych utschilischtschach Derptskogo okruga. Dorpat: 1841.
- Russkaja chrestomatija. Mitau: 1842.
- Prostrannaja geografija Rossiskoi Imperii, 2 Bde. Дorpat: 1843.
- Rukowodstwo k geografii Rossiskoi Imperii, 2 Teile. Dorpat: 1844.
- Vollständiges deutsch-russisches Wörterbuch, 2 Bde. Riga: 1856.
- Kurzgefasste slavonische Grammatik für Deutsche. St. Petersburg: 1857.
- Vollständiges russisch-deutsches Wörterbuch, 2 Bde. Riga: 1859.[8]

## Auszeichnungen
- Ehrenerwähnung bei der Verleihung des Demidow-Preises in der Akademie der Wissenschaften für das Deutsch-russische Wörterbuch (1855)
- Brillantring für ein dem Kaiser dargebrachtes Exemplar der Russischen Sprachlehre (18. November 1838)
- Allerhöchstes Wohlwollen des Monarchen für die Russische Geografie (5. Mai 1843)[9]